# Фелтон (Міннесота)
Фелтон (англ. Felton) — місто (англ. city) в США, в окрузі Клей штату Міннесота. Населення — 177 осіб (2010).

## Географія
Фелтон розташований за координатами 47°4′30″ пн. ш. 96°30′20″ зх. д. / 47.07500° пн. ш. 96.50556° зх. д. (47.074903, -96.505618).  За даними Бюро перепису населення США в 2010 році місто мало площу 2,66 км², уся площа — суходіл.

## Демографія
Згідно з переписом 2010 року, у місті мешкало 177 осіб у 78 домогосподарствах у складі 44 родин. Густота населення становила 67 осіб/км².  Було 93 помешкання (35/км²).
Расовий склад населення:
| - 98,9 % — білих - 1,1 % — азіатів |

До двох чи більше рас належало 0,0 %. Частка іспаномовних становила 2,8 % від усіх жителів.
За віковим діапазоном населення розподілялося таким чином: 22,0 % — особи молодші 18 років, 67,3 % — особи у віці 18—64 років, 10,7 % — особи у віці 65 років та старші. Медіана віку мешканця становила 40,8 року. На 100 осіб жіночої статі у місті припадало 108,2 чоловіків;  на 100 жінок у віці від 18 років та старших — 106,0 чоловіків також старших 18 років.
Середній дохід на одне домашнє господарство  становив 57 478 доларів США (медіана — 41 136), а середній дохід на одну сім'ю — 62 205 доларів (медіана — 59 063). За межею бідності перебувало 19,3 % осіб, у тому числі 42,1 % дітей у віці до 18 років та 6,3 % осіб у віці 65 років та старших.
Цивільне працевлаштоване населення становило 93 особи. Основні галузі зайнятості: сільське господарство, лісництво, риболовля — 34,4 %, освіта, охорона здоров'я та соціальна допомога — 20,4 %, роздрібна торгівля — 9,7 %, виробництво — 7,5 %.